# Keeva Treanor
Keeva Treanor (* 15. August 1985 in Dublin, Irland), besser bekannt unter ihrem Künstlernamen Air Candy, ist eine Luft-Akrobatin, Tänzerin und Coach. Internationale Aufmerksamkeit erlangte sie mit ihren Performances an einem zwei Meter großen, mit 4000 Kristallen bestückten, fliegenden Kronleuchter und zahlreichen Auftritten als Aerial Silk Künstlerin (Vertikaltuchakrobatin) und Duo Straps Performer – ebenfalls eine Form der Luftakrobatik.
Treanor kreierte und gründete das erste speziell für Luftakrobatik entwickelte Luftakrobatik-Studio in Berlin, sie ist Gründerin der Unternehmen Flair Studios GmbH und My Fl’air Online sowie Mitgründerin von fl’AIR Yoga.

## Biographie
Keeva Treanor startete ihre tänzerische Ausbildung in früher Kindheit. Mit 8 Jahren nahm sie Ballettunterricht und wurde Mitglied der Irish National Youth Ballet Company. Sie erhielt ein Stipendium für eine professionelle Ballett-Ausbildung an der Northern Ballet School, die sie 2005 erfolgreich beendete. Während sie in den folgenden Jahren als Tänzerin Karriere machte, entdeckte sie die Luftakrobatik.
Von 2006 bis 2010 trat sie als Mitglied der Jean Ann Ryan Company auf und hatte in dieser Zeit die Möglichkeit, auch im Bereich der Luftakrobatik zu trainieren und eine eigene Performance zu kreieren – bis zu diesem Zeitpunkt hatte sie keinerlei akrobatische Ausbildung genossen. 2010 unterzeichnete Treanor als Künstlerin einen Vertrag mit dem Friedrichstadt-Palast in der Show YMA in Berlin und machte sich 2012 als freiberuflich tätige Luftakrobatin unter dem Künstlernamen Air Candy selbstständig. Sie trat weltweit auf – als Showact in TV-Shows, auf Veranstaltungen und im Rahmen großer Events. 2017 gründete Treanor die Air Candy Studios GmbH, um ein auf Luftakrobatik spezialisiertes Studio in Berlin zu eröffnen. Die Air Candy Studios wurden später in Fl’air Studios GmbH umbenannt.
2019 gründete Treanor gemeinsam mit dem Tänzer und Yogalehrer Iga Kowalczyk fl’AIR Yoga. Sie entwickelten diese neue Form des Luft-Yoga zur Optimierung der Körperhaltung, Verbesserung der Flexibilität und Stärkung des Körpers für eine bessere Gesundheit. Basierend auf Yoga, Pilates, Akrobatik und Tanz entwickelten sie ein neuartiges Workout, das die Geräte der Luftakrobatik nutzt, um den Körper bei den einzelnen Positionen und Bewegungen zu unterstützen.
Keeva Treanor nannte es den „Air Candy Stil“ – eine Kombination aus klassischen Tanzbewegungen und Luftakrobatik, mit Fokus auf ästhetischen Elementen. 2017 entwickelte sie ihre Kronleuchter-Performance. In den letzten Jahren trat Air Candy nicht nur in Theatern auf, sondern vermehrt auch im Rahmen exklusiver privater Events und Großveranstaltungen, TV-Sendungen und Werbekampagnen.

## Karriere
Die mehr als 1000 Auftritte der letzten Jahre beinhalten Shows für etablierte Marken, wie Porsche, Google, Samsung, Mercedes-Benz, Birkenstock, Thomas Cook, Elan Property Group, Mandarin Oriental Hotels, L’Oréal Paris, Coty und viele weitere. Dazu kommen zahlreiche Fernsehauftritte, u. a. bei Got Talent TV, Circus HalliGalli, Stefan Raab (PRO 7), Goldene Henne Awards, Bambi Awards und der Carmen Nebel Show. Des Weiteren hatte Treanor Auftritte in nationalen und internationalen Werbespots für Siemens, Edeka, Sparkasse, 8Fit und viele weitere. Zu den Highlights ihrer Karriere gehören die Auftritte in der Nationalen Oper der Ukraine mit Helene Fischer, ein Gastauftritt an Bord des Traumschiffs MS Deutschland, die Eröffnungszeremonie des DFB-Pokal-Endspiels, Auftritte in Jordanien und im Hotel Vier Jahreszeiten Amman sowie die Performances im Rahmen einer deutschlandweiten Tour des Sängers Peter Maffay.

## Fl’air Studios
Die Fl’air Studios GmbH ist ein Luftakrobatik-Studio in Berlin-Mitte. Es wurde 2017 gegründet – ursprünglich unter dem Namen Air Candy Studios GmbH, dieser wurde jedoch später in Fl´air Studios geändert. Die Hautanteilseignerin des Unternehmens, Keeva Treanor, leitet die Geschäfte gemeinsam mit dem Anwalt und Unternehmer Max-Erik Niehoff. Das Studio war das erste dieser Art in Berlin.

## My Fl’air Online
Im Jahr 2020 starteten die Fl'air Studios ihre Online-Plattform My Fl’air Online. Eine Online-Schule für Luftakrobatik und Flexibilitätstraining. Mitglieder kaufen ein Abonnement für das digitale Online-Studio und haben dort Zugriff auf hunderte von Tutorial-Videos mit Schritt-für-Schritt Anleitungen für Luftakrobatik und ein Flexibilitäts-Training. Es gibt auch Live-Kurse aus den Fl´air Studios Berlin, bei denen man via Online-Meeting live mit Keeva Treanor trainieren kann.

## Weblink
- Website Air Candy